# ふたご座タウ星
ふたご座τ星（ふたござタウせい、τ Geminorum、τ Gem）は、ふたご座の恒星である。見かけの等級は4.41と、肉眼でみえる明るさである。年周視差から推定した太陽系からの距離は、約321光年である。

## 特徴
ふたご座τ星は、進化が進んだ橙色巨星で、スペクトル型はK2 IIIと分類される。質量は太陽の2.3倍、半径は太陽の27倍と推定される。表面温度は4,388Kと見積もられ、これは橙色に輝くK型星の特徴に合致する。光度は太陽の240倍程度と計算される。
1958年に、ゾネベルク天文台の天文学者ゲルハルト・ヤキシュが0.05等程度の変光を指摘したが、その後確認されず、変光星総合カタログでは新しい変光星候補止まりとなっている。

## 星系
ふたご座τ星は、重星カタログではAからCの3つの恒星からなる三重星として収録される。ふたご座τ星B、ふたご座τ星Cはいずれもシャーバーン・バーナムが発見した。元々ふたご座τ星として知られていた4等星はふたご座τ星Aで、ふたご座τ星Bはふたご座τ星Aから南東へ1.8秒離れた位置にある11等星、ふたご座τ星Cはふたご座τ星Aの北1分程度の位置にある13等星である。ふたご座τ星Cは、ふたご座τ星Aとは見かけだけの関係と考えられるが、ふたご座τ星Aとふたご座τ星Bは、固有運動が共通する連星であるという意見と、連星ではなさそうだという意見と両方がある。ふたご座τ星Bは、ふたご座τ星Aと連星、つまり太陽からほぼ同距離であるとすれば、スペクトル型がK0 VのK型矮星であると予想され、連星間距離は187auに相当する。
ふたご座τ星 (A) は、視線速度の測定から、亜恒星天体が周りを公転していることがわかっている。2000年6月に観測が始まり、数年後にはこの伴天体の存在が示唆され、2013年に軌道要素と伴天体の質量が精度良く制限できるに至り、この天体が褐色矮星ふたご座τ星bと確定した。ふたご座τ星bは、質量が木星の20.6倍以上、公転周期が305.5日で、離心率は0.031と公転軌道はほぼ円形である。
| 名称 （恒星に近い順） | 質量      | 軌道長半径 （天文単位） | 公転周期 (日) | 軌道離心率    | 軌道傾斜角 | 半径 |
| --------------------- | --------- | ----------------------- | ------------- | ------------- | ---------- | ---- |
| b                     | ≥ 20.6 MJ | 1.17                    | 305.5 ± 0.01  | 0.031 ± 0.009 | —          | —    |

## 名称
中国では、ふたご座τ星は五諸侯（拼音: Wu Zhū Hóu）という星官を、ふたご座θ星、ふたご座ι星、ふたご座υ星、ふたご座φ星と共に形成する。ふたご座τ星自身は、五諸侯二（拼音: Wu Zhū Hóu èr）つまり五諸侯の2番星と呼ばれる。